# Hans Löwenfeld
Hans Karl Löwenfeld (* 6. Februar 1874 in Berlin; † 18. Mai 1921 in Wiesbaden, auch in der Schreibweise Loewenfeld bekannt) war ein deutscher Regisseur und Theaterdirektor.

## Leben
Hans Löwenfeld war der Sohn des Schauspielers Max Löwenfeld (1848–1906), der 1892 in Berlin das Neue Theater gründete, heute Theater am Schiffbauerdamm. Hans Löwenfeld studierte Musik und Literaturgeschichte und promovierte in Philosophie. Anschließend arbeitete er als Regisseur und Kapellmeister in Leipzig und Stuttgart. Ab 1912 war er als Nachfolger von Max Bachur der Direktor des Stadttheaters Hamburg. Er hatte dieses Amt bis zu seinem Tod 1921 inne. Löwenfeld bearbeitete und inszenierte Opern wie Aida und Die Zauberflöte.